# Monte Macchia dei Cani
Il monte Macchia dei Cani è un'importante altura dell'Appennino tosco-romagnolo. È la cima più elevata dell'Appennino faentino, e della Provincia di Ravenna, poiché raggiunge la quota massima di 968 metri sul livello del mare.

## Geografia fisica
Il monte Macchia dei Cani fa parte di un crinale montuoso che segna lo spartiacque tra le valli del fiume Santerno (a ovest) e del fiume Senio (a est); la cima più alta e più importante di questo crinale è il monte Faggiola (1031 m), situato a pochi km di distanza. Il crinale prosegue verso nord, con altre vette degne di nota che segnano il confine naturale tra l'Appennino faentino e l'Appennino imolese:
- Monte Faggiola (1031 m);
- Monte Macchia dei Cani (968 m);
- Monte Castellaccio (833 m);
- Monte della Croce (733 m), compreso nell'Appennino imolese.

Dalle sue pendici scendono numerosi corsi d'acqua affluenti del fiume Senio, tra cui il rio S.Apollinare (già  rio grande nel medioevo.) e il torrente Cestina (il principale affluente del Senio), e del fiume Santerno (il rio della Canaglia).

## Geografia politica
Il monte Macchia dei Cani è posizionato sul confine amministrativo tra la provincia di Firenze, la provincia di Ravenna e quella di Bologna; i comuni che si spartiscono le sue pendici sono, rispettivamente alle suddette province, Palazzuolo sul Senio, Casola Valsenio e Castel del Rio.